# Emil Flechsig

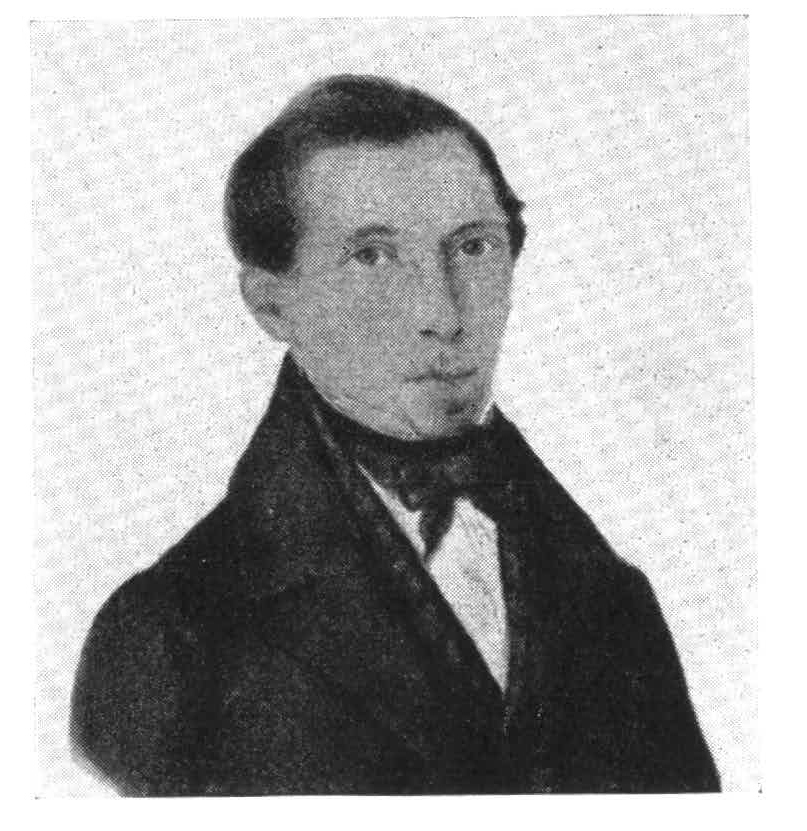
Aquarellierte Bleistiftzeichnung

Emil Flechsig (* 24. November 1808 in Wiesenburg; † 17. Dezember 1878 in Zwickau) war ein deutscher lutherischer Geistlicher, Librettist und der Vater des berühmten Hirnforschers und Neuroanatomen Paul Flechsig.

## Leben
Emil Flechsigs Vater war Aktuar. Flechsig studierte in Leipzig von 1827 bis 1831 Theologie. Er wurde am 18. Mai 1827 immatrikuliert. 1828 belegte er dieselbe Wohnung wie sein Jugendfreund, der spätere Komponist Robert Schumann. Mit diesem verband ihn wohl seit seiner Zwickauer Gymnasialzeit eine enge Freundschaft, die lebenslangen Bestand hatte. Nach seinem Studium ging er wieder nach Zwickau zurück und wurde zunächst Lehrer. 1838 war er Lizenziat in Zwickau an der St. Marienkirche, 1844 Diakon, 1851 Protodiakon. 1873 ging er in den Ruhestand. Diese Pfarrstelle wurde danach eingezogen.
Das Libretto des weltlichen Oratoriums Das Paradies und die Peri (op. 50) wurde nach dem Orient-Epos Lalla Rookh von Thomas Moore von Emil Flechsig übersetzt und zusammen mit dem Komponisten bearbeitet. Fertiggestellt wurde es im Mai 1843. Die Uraufführung fand am 4. Dezember 1843 in Leipzig statt.
Flechsig ist durch seine von ihm überlieferten Erinnerungen über Schumann ein wichtiger Zeuge hinsichtlich Schumanns Jugendjahren, und wohl auch darüber hinaus. In der Übersetzung zu Das Paradies und die Peri für das Oratorium, welches Schumann selbst zunächst als Dichtung verstanden wissen wollte, um das „Neue“ an der Vertonung hervorzuheben, liegt Flechsigs nachhaltige Bedeutung. Schumann selbst galt es als sein „größtes Werk“.
Über Flechsigs langjährigen Dienst in der Marienkirche in Zwickau hingegen ist so gut wie nichts mehr bekannt.

## Schriften
- Erinnerungen an Robert Schumann. Um 1875 geschrieben, Erstdruck in: Neue Zeitschrift für Musik, 117. Jahrgang, Heft 7/8, Juli/August 1956, S. 392–396. archive.org